# Nomada stoeckherti
Nomada stoeckherti là một loài Hymenoptera trong họ Apidae. Loài này được Pittioni mô tả khoa học năm 1951.